# Acrotrichis sitkaensis
Acrotrichis sitkaensis är en skalbaggsart som först beskrevs av Victor Ivanovitsch Motschulsky 1845.  Acrotrichis sitkaensis ingår i släktet Acrotrichis, och familjen fjädervingar. Arten är reproducerande i Sverige.